# Vega (Norvegia)
Vega è un comune norvegese della contea di Nordland.
Vega è stato riconosciuto come comune norvegese nel 1º gennaio 1838. Capoluogo è il centro abitato di Gladstad (299 abitanti) situato sull'isola di Vega.

## Geografia
Il comune comprende circa 6 500 isole dell'arcipelago di Vega situato al largo della costa di Helgeland a nordovest di Brønnøysund. Vega è anche il nome dell'isola principale dell'arcipelago. La sua area è di 163 km², le altre isole principali sono Ylvingen e Igerøya, le isole abitate sono circa 80 ma solo Vega, Omnøy e Ylvingen hanno insediamenti stabili abitati tutto l'anno.
La parte meridionale e sudoccidentale dell'Isola di Vega e l'isola di Søla, sono montuose, in questa zona il monte Trollvasstinden (800 m s.l.m.) è il punto più elevato del territorio comunale che per il resto è pianeggiante, vi si trovano numerose riserve naturali che comprendono zone umide con numerose specie di uccelli di transito e nidificanti.

## Storia
Nell'area centrale dell'isola sono stati ritrovati resti di insediamenti di circa 11 000 anni fa, probabilmente una delle più antiche tracce di insediamento umano nel nord della Norvegia. Numerosi anche i tumuli risalenti all'età della pietra e del ferro.
A Gladstad si trova una sezione del museo dello Helgeland dedicata alla tradizione isolana di costruire nidi per le anatre, la tutela delle quali assicurava agli abitanti sia uova sia piume che rappresentavano un'importante fonte di entrate per la popolazione locale.

## Economia
Agricoltura e pesca sono presenti sin dalle origini di questo comune.
Nel 2004 l'arcipelago è stato inserito dall'UNESCO nel Patrimonio dell'umanità come rappresentante di "il modo in cui generazioni di pescatori e contadini hanno, negli ultimi 1500 anni, mantenuto uno stile di vita sostenibile in un territorio inospitale vicino al Circolo polare artico, basato sulla pratica ormai unica al mondo dell'allevamento di Anatra marina Eider."